# Лихое (озеро)
Лихое озеро — озеро в Мишеронском городском поселении Шатурского района Московской области, в 3 км к северу от посёлка Мишеронский.

## Физико-географическая характеристика
Озеро находится посреди болот. Площадь — 0,02 км² (2 га), длина — около 100 м, ширина — около 70 м. Берега озера низкие, заболоченные.
Глубина до 4 м. Дно покрыто толстым слоем ила (до 3 м).
В настоящее время рыба в озере отсутствует.